# Incilius melanochlorus
Incilius melanochlorus es una especie de anfibio anuro de la familia Bufonidae.

## Distribución geográfica
Esta especie es endémica de Centroamérica. Habita desde el nivel del mar hasta los 1080 m de altitud:
- en Costa Rica;
- en el norte de Panamá.[4]

Su presencia es incierta en Nicaragua.

## Publicación original
- Cope, 1878 "1877" : Tenth contribution to the herpetology of tropical America. Proceedings of the American Philosophical Society, vol. 17, p. 85–98[5]